# Triplophysa labiata
Triplophysa labiata är en fiskart som först beskrevs av Karl Kessler,, 1874.  Triplophysa labiata ingår i släktet Triplophysa och familjen grönlingsfiskar. Inga underarter finns listade i Catalogue of Life.